# Bellaagh József
Bellaagh József (Buda vagy Pest, 1819. július 17. – Budapest, 1884. október 25.) jogtudor, pesti váltójegyző, az államvizsgálati bizottmány bírói és jogtörténelmi osztályának tagja.

## Életpályája
1845–1851-ig Pest város törvényszéke rendes jegyzője, később Pest megyei törvényszéki ülnök és a budai országos törvényszék tanácstitkára. 1855-ben pesti ügyvéddé nevezték ki.

## Munkái
- Közhasznú levelező. Buda. 1848.
- Életszabályok világba lépő leánykák számára. Franciából ford. Pest, 1854. (Ism. P. Napló 192. sz.)
- Egyetemes jogtörténet kérdések és feleletekben. Bpest, 1876. (Cujatius álnév alatt.)

Kézirati verse: Nincs jobb élet mint Magyarországban című verse az Országos Széchényi Könyvtár kézirattárában.
Rejtvényei, költeményei s fordított beszélyei a Regélőben (1838–40.), Pesti Divatlapban (1848.), Nemzetőrben (1848.) jelentek meg; később politikai cikkeket is írt a lapokba s jogi kérdéseket fejtegetett a szaklapokban; bírálatai s ismertetései többnyire álnév alatt vagy nevének kezdőbetűjével jelentek meg; nevelési cikkei a Divatcsarnokban (1854.) vannak.